# 中村元信
中村 元信（なかむら もとのぶ、1967年4月29日 - ）は、読売テレビ編成局制作センタープロデューサー、元同局東京制作センターの演出＆プロデューサー、編成局編成部。日本テレビ系列の多数の番組の制作に携わっていたが、2009年9月以降担当番組を中島恭助プロデューサーに引継ぎ、編成部へ異動となり、2011年7月より現職となった。大阪府出身。

## 担当番組

### 現在
- キャラもん

### 過去
- どっちの料理ショー
- ギンザの恋
- 抱きしめたいっ!
- 嗚呼!花の料理人
- ニッポン旅×旅ショー
- 新橋ミュージックホール
- 進め!電波少年
- 思い込みは一生の恥!クイズ本当にそれでいいんですね?
- 音笑!MMM
- 秘密のケンミンSHOW
- 音の素
- ベストヒット歌謡祭（2009年、編成）